# Isojärvi (Satakunta)
Isojärvi je jezero srednje veličine u Finskoj. Nalazi se u regiji Satakunta u zapadnoj Finskoj i u općinama Pomarkku na jugu i Siikainen na sjeveru. Jezero je dio slijeva Karvianjoki koji pripada slijevu Botničkog zaljeva.
Isojärvi je uobičajeno ime za jezero u Finskoj. Postoji 31 jezero s ovim imenom. Ovaj Isojärvi je najveće jezero s tim imenom.
Jezero je bifurkacijsko: glavni dio njegovih voda teče u rijeku Merikarvianjoki koja se ulijeva u Botnički zaljev u Merikarviji, ali dio vode teče kroz rijeku Salmusoja u jezero Poosjärvi koje se kroz rijeku Poosjoki – Lampinjoki – Pohjajoki ulijeva u Botnički zaljev u Ahlainenu, u gradu Poriju.